# ГЕС Wǔyīqiáo
ГЕС Wǔyīqiáo (五一桥水电站) — гідроелектростанція у центральній частині Китаю в провінції Сичуань. Знаходячись між ГЕС Xīgǔ (вище по течії) та ГЕС Jiǔlónghé Shāpíng, входить до складу каскаду на річці Jiǔlónghé, яка впадає ліворуч до Ялунцзян, великої лівої притоки Дзинші (верхня течія Янцзи). 
В межах проекту річку перекрили бетонною гравітаційною греблею висотою 20 метрів та довжиною 133 метра, яка утримує водосховище з об’ємом 791 тис м3 та припустимим коливанням рівня поверхні у операційному режимі між позначками 2417 та 2425 метрів НРМ.  
Зі сховища через лівобережний гірський масив прокладено дериваційний тунель довжиною 14 км з діаметром 5,4 метра. Він транспортує ресурс для встановлених у машинному залі трьох турбін типу Френсіс потужністю по 44 МВт, які використовують напір у 202 метра та забезпечують виробництво 925 млн кВт-год електроенергії на рік.
Видача продукції відбувається по ЛЕП, розрахованій на роботу під напругою 220 кВ.